# Sixte mineure

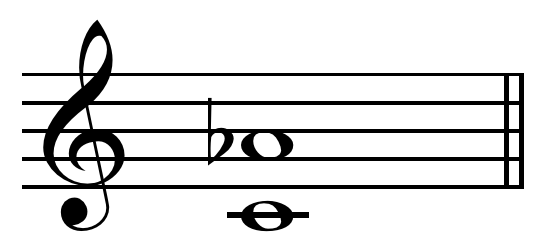
Une sixième mineure do-la bémol.

En musique, une sixte mineure  est un intervalle de quatre tons (huit demi-tons). Dans un tempérament égal à douze demi-tons (gamme tempérée), la sixte mineure est l'équivalent enharmonique de la quinte augmentée.